# Diócesis de Varanasi
La diócesis de Varanasi (en latín: Dioecesis Varanasiensis y en inglés: Roman Catholic Diocese of Varanasi) es una circunscripción eclesiástica de la Iglesia católica en India. Se trata de una diócesis latina, sufragánea de la arquidiócesis de Agra. Desde el 30 de mayo de 2015 su obispo es Eugene Joseph.

## Territorio y organización
La diócesis tiene 21 296 km² y extiende su jurisdicción sobre los fieles católicos de rito latino residentes en el estado de Uttar Pradesh en las divisiones de Varanasi y Azamgarh y el distrito de Sant Ravidas Nagar.
La sede de la diócesis se encuentra en la ciudad de Varanasi (o Benarés), en donde se halla la Catedral de Santa María.
En 2020 en la diócesis existían 45 parroquias.

## Historia
La prefectura apostólica de Gorakhpur fue erigida el 11 de julio de 1946 con la bula Ad expeditiorem del papa Pío XII, separando el territorio de la diócesis de Allahabad.
El 9 de enero de 1947 cedió el distrito de Mirzapur a la diócesis de Allahabad.
El 17 de septiembre de 1958, mediante el decreto Cum Reverendissimus, asumió el nombre de prefectura apostólica de Benarés-Gorakhpur, en seguida de la transferencia de la sede del prefecto de Gorakhpur a Benarés, antiguo nombre de la ciudad de Varanasi.
El 5 de junio de 1970 mediante la bula Quae universo del papa Pablo VI la prefectura apostólica fue elevada a diócesis y asumió el nombre de diócesis de Banaras, modificado a su nombre actual el 14 de mayo de 1971.
A partir de 1970 la parte septentrional de la diócesis fue entregada a la cura pastoral de los misioneros de la Congregación de Santa Teresa del Niño Jesús, de rito siro-malabar. El 1976 el obispo Patrick Paul D'Souza retiró de ese territorio a todos los sacerdotes diocesanos.
El 19 de junio de 1984 cedió una porción de su territorio para la erección de la eparquía de Gorakhpur mediante la bula Ex quo divinum del papa Juan Pablo II.

## Estadísticas
Según el Anuario Pontificio 2021 la diócesis tenía a fines de 2020 un total de 21 390 fieles bautizados.
| Año                                                                             | Población            | Población  | Población      | Sacerdotes | Sacerdotes    | Sacerdotes    | Bautizados por sacerdote | Diáconos permanentes | Religiosos | Religiosos | Parroquias |
| Año                                                                             | Bautizados católicos | Total      | % de católicos | Total      | Clero secular | Clero regular | Bautizados por sacerdote | Diáconos permanentes | Varones    | Mujeres    | Parroquias |
| ------------------------------------------------------------------------------- | -------------------- | ---------- | -------------- | ---------- | ------------- | ------------- | ------------------------ | -------------------- | ---------- | ---------- | ---------- |
| 1950                                                                            | 4451                 | 12 100 000 | 0.0            | 23         | 7             | 16            | 193                      |                      | 24         | 30         | 9          |
| 1970                                                                            | 8783                 | 19 000     | 0.0            | 53         | 30            | 23            | 165                      |                      | 39         | 84         |            |
| 1980                                                                            | 10 862               | 22 888 800 | 0.0            | 63         | 30            | 33            | 172                      |                      | 75         | 284        |            |
| 1990                                                                            | 11 962               | 13 914 932 | 0.1            | 84         | 50            | 34            | 142                      |                      | 101        | 341        | 32         |
| 1999                                                                            | 14 427               | 17 353 775 | 0.1            | 109        | 66            | 43            | 132                      |                      | 84         | 399        | 34         |
| 2000                                                                            | 14 304               | 17 353 775 | 0.1            | 108        | 62            | 46            | 132                      |                      | 84         | 388        | 35         |
| 2001                                                                            | 14 978               | 17 353 775 | 0.1            | 106        | 65            | 41            | 141                      |                      | 92         | 382        | 35         |
| 2002                                                                            | 15 101               | 18 628 614 | 0.1            | 122        | 69            | 53            | 123                      |                      | 110        | 429        | 36         |
| 2003                                                                            | 15 659               | 21 626 916 | 0.1            | 124        | 69            | 55            | 126                      |                      | 125        | 451        | 36         |
| 2004                                                                            | 16 169               | 18 650 517 | 0.1            | 124        | 73            | 51            | 130                      |                      | 147        | 464        | 36         |
| 2010                                                                            | 18 259               | 20 328 000 | 0.1            | 151        | 101           | 50            | 120                      |                      | 116        | 457        | 43         |
| 2014                                                                            | 18 390               | 26 185 330 | 0.1            | 160        | 108           | 52            | 114                      |                      | 145        | 454        | 44         |
| 2017                                                                            | 19 739               | 27 218 980 | 0.1            | 158        | 101           | 57            | 124                      |                      | 170        | 477        | 44         |
| 2020                                                                            | 21 390               | 25 659 300 | 0.1            | 173        | 109           | 64            | 123                      |                      | 89         | 451        | 45         |
| Fuente: Catholic-Hierarchy, que a su vez toma los datos del Anuario Pontificio. |                      |            |                |            |               |               |                          |                      |            |            |            |

## Episcopologio
- Joseph Emil Malenfant, O.F.M.Cap. † (6 de junio de 1947-1970 renunció)
- Patrick Paul D'Souza † (5 de junio de 1970-24 de febrero de 2007 retirado)
- Raphy Manjaly (24 de febrero de 2007-17 de octubre de 2013 nombrado obispo de Allahabad)
- Eugene Joseph, desde el 30 de mayo de 2015